# Mount Avens
Mount Avens är ett berg i Kanada.   Det ligger i provinsen Alberta, i den centrala delen av landet, 3 000 km väster om huvudstaden Ottawa. Toppen på Mount Avens är 2 559 meter över havet.
Terrängen runt Mount Avens är bergig åt sydväst, men åt nordost är den kuperad. Trakten runt Mount Avens är nära nog obefolkad, med mindre än två invånare per kvadratkilometer.. Närmaste större samhälle är Lake Louise, 12,3 km väster om Mount Avens. 
Trakten runt Mount Avens består i huvudsak av gräsmarker.